# Феррари, Мария Пас
Мария Пас Феррари (исп. María Paz Ferrari, 12 сентября 1973) — аргентинская хоккеистка (хоккей на траве), нападающий. Серебряный призёр летних Олимпийских игр 2000 года, чемпионка мира 2002 года, серебряный призёр чемпионата мира 1994 года, двукратная чемпионка Панамериканских игр 1991 и 2003 годов.

## Биография
Мария Пас Феррари родилась 12 сентября 1973 года.
Играла в хоккей на траве за «Сан-Фернандо» из Буэнос-Айреса.
В 1991—2003 годах выступала за сборную Аргентины.
В 1993 году в составе сборной Аргентины среди юниорок выиграла чемпионат мира. В следующем сезоне, выступая за главную национальную команду, завоевала серебряную медаль на чемпионате мира в Дублине.
В 2000 году вошла в состав женской сборной Аргентины по хоккею на траве на летних Олимпийских играх в Сиднее и завоевала серебряную медаль. Играла на позиции нападающего, провела 8 матчей, мячей не забивала.
В 2002 году завоевала золотую медаль на чемпионате мира в Перте.
Дважды завоёвывала золотые медали хоккейных турниров Панамериканских игр — в 1991 году в Гаване и в 2003 году в Кингстоне.
Выиграла комплект медалей Трофея чемпионов: золото в 2001 году, серебро в 2002 году, бронзу в 2004 году.